# Nutaku
Nutaku est une plateforme de distribution de jeux en ligne, crée en 2015 au Canada, proposant essentiellement du contenu hentai. Il est également proposé des jeux avec des thèmes spécifiques tels que du yaoi, yuri et trans. Il existe divers types de jeux jouables par navigateur, ou à télécharger soit sur ordinateur, soit sur mobile. Les genres les plus présents sont les visual novel, les MMO, les RPG, les jeux de stratégie, les clickers et les simulateurs de rencontre. Il est également possible d'utiliser une application mobile pour jouer sur Android.

## Histoire
L'entreprise Nutaku est créée en 2014. La plateforme de distribution de jeu est toutefois lancée en janvier 2015.
En 2018, le site enregistre environ 115 millions de visiteurs chaque mois. Cette même année, il est classé parmi les 500 sites web les plus visités dans le monde. Le site héberge notamment deux jeux en réalité virtuelle.
Le youtubeur PewDiePie a réalisé une vidéo sur le jeu Booty Calls.
En 2019, la plateforme annonce investir cinq millions de dollars pour la création de jeu LGBT+.

## Jeux
Il existe plus de 150 jeux proposés par Nutaku. Certains jeux sont également disponibles sur la plateforme Steam et sur le site DMM dont Kamihime Project et Crystal Maidens.

## Concours et e-sport
En 2016 est proposé un tournoi sur le jeu PeroPero Seduction afin de gagner une poupée sexuelle.
En novembre 2018 a lieu le Lewd Gaming Championship. Ce tournoi e-sport, sponsorisé par YouPorn, a rassemblé 64 participants sur le jeu Tits 'N' Tanks,, avec une prime totale de 25 000 dollars,. Tous les compétiteurs ont reçu en cadeau un abonnement d'un an à l'offre premium de YouPorn.